# Firmenausschließlichkeit
Die Firmenausschließlichkeit ist ein Grundsatz des Firmenrechts und bedeutet, dass sich eine neue Firma an demselben Ort von bereits bestehenden Namen (Firma) eindeutig unterscheiden muss. Dies ist erforderlich, damit eine Verwechslung ausgeschlossen werden kann. Die Firma hat die Funktion, ein Rechtssubjekt eindeutig zu kennzeichnen und von anderen zu unterscheiden.

## Inhalt des Grundsatzes
Die Firmenausschließlichkeit bezieht sich nur auf im Inland eingetragene, aktuelle Firmenwortlaute (inkl. Firmen in Liquidation), daher keine gelöschten Firmen, einschließlich der Wortlaute der Zweigniederlassungen.
Auf die Firmenausschließlichkeit können sich sowohl natürliche Personen, Personengesellschaften und juristische Personen berufen. Die Gefahr einer Verwechslung ist umso größer, je mehr sich die Tätigkeit von Unternehmen überschneiden, z. B. bei:
- ähnlichen oder gleichen Branchen
- Wettbewerbsverhältnis untereinander (Konkurrenzsituation)
- geographischer Nähe.

Grundsätzlich kann aber die Verwendung von Personennamen (z. B. Max Müller) von älteren Unternehmen dem neueren nicht untersagt werden. Jedoch wird vom neueren Unternehmen gefordert, dass es sich durch Zusätze zum älteren deutlicher unterscheidbar macht. Beurteilungskriterium ist die Verkehrsauffassung, ob eine Verwechslung leicht möglich ist.
Der Grundsatz der Firmenausschließlichkeit bezieht sich überwiegend auf den Schutz der Öffentlichkeit vor Verwechslung. Der Schutz anderer Unternehmen bei Namensgleichheit oder -ähnlichkeit hat nur sekundäre Bedeutung.

## Gesetzliche Regelungen
| Deutscher Bund | Deutschland | Österreich | Liechtenstein | Schweiz |
| --- | --- | --- | --- | --- |
| Artikel 20 ADHGB | § 30 HGB | § 29 UGB (§ 30 HGBalt) | Artikel 1016 PGR | Artikel 951 OR |
| Jeder neuen Firma muss sich von allen an demselben Orte oder in derselben Gemeinde bereits bestehenden und in das Handelsregister eingetragenen Firmen deutlich unterscheiden. | (1) Jede neue Firma muss sich von allen an demselben Ort oder in derselben Gemeinde bereits bestehenden und in das Handelsregister oder in das Genossenschaftsregister eingetragenen Firmen deutlich unterscheiden.                                                                                         | (1) Jede neue Firma muss sich von allen an demselben Orte oder in derselben Gemeinde bereits bestehenden und in das Firmenbuch eingetragenen Firmen deutlich unterscheiden. | 1) Eine in dem Handelsregister eingetragene Firma darf im Lande von keinem andern als Firma benutzt werden. | Die Firma einer Handelsgesellschaft oder einer Genossenschaft muss sich von allen in der Schweiz bereits eingetragenen Firmen von Handelsgesellschaften und Genossenschaften deutlich unterscheiden. |
| Hat ein Kaufmann mit einem in das Handelsregister bereits eingetragenen Kaufmann gleiche Vor- und Familiennamen, und will auch er sich derselben als seiner Firma bedienen, so muss er dieser einen Zusatz beifügen, durch welchen sich derselbe von der bereits eingetragenen Firma deutlich unterscheidet. | (2) Hat ein Kaufmann mit einem bereits eingetragenen Kaufmann die gleichen Vornamen und den gleichen Familiennamen und will auch er sich dieser Namen als seiner Firma bedienen, so muss er der Firma einen Zusatz beifügen, durch den sie sich von der bereits eingetragenen Firma deutlich unterscheidet. | (2) Hat ein Unternehmer mit einem bereits eingetragenen Unternehmer die gleichen Vornamen und den gleichen Familiennamen und will auch er sich dieser Namen als seiner Firma bedienen, so muss er der Firma einen Zusatz beifügen, durch den sie sich von der bereits eingetragenen Firma deutlich unterscheidet. | 2) Wo die Gefahr einer Verwechslung mit einer bereits eingetragenen Firma besteht, muss ein unterscheidender Zusatz selbst dann gemacht werden, wenn der neue Geschäftsinhaber den gleichen bürgerlichen Namen hat, mit dem die ältere Firma bezeichnet war. | |
| Artikel 21 ADHGB | | | | Artikel 952 OR |
| Die Firma muss auch für die an einem anderen Orte oder in einer anderen Gemeinde errichtete Zweigniederlassung bei dem für die letztere zuständigen Handelsgerichte angemeldet werden. Besteht an dem Orte oder in der Gemeinde, wo die Zweigniederlassung errichtet wird, bereits eine gleiche Firma, so muss der Firma ein Zusatz beigefügt werden, durch welchen sie sich von jener bereits vorhandenen Firma deutlich unterscheidet. | (3) Besteht an dem Ort oder in der Gemeinde, wo eine Zweigniederlassung errichtet wird, bereits eine gleiche eingetragene Firma, so muss der Firma für die Zweigniederlassung ein der Vorschrift des Absatzes 2 entsprechender Zusatz beigefügt werden.                                                     | (3) Besteht an dem Orte oder in der Gemeinde, wo eine Zweigniederlassung errichtet wird, bereits eine gleiche eingetragene Firma, so muss der Firma für die Zweigniederlassung ein der Vorschrift des Abs. 2 entsprechender Zusatz beigefügt werden.                                                              | 3) Deutlich unterscheidbar ist eine Firma von einer andern im Lande, wenn ihr Unterschied bei Anwendung der im Geschäftsverkehr üblichen Sorgfalt erkennbar ist.                                                                                             | 1 Zweigniederlassungen müssen die gleiche Firma führen wie die Hauptniederlassung; sie dürfen jedoch ihrer Firma besondere Zusätze beifügen, sofern diese nur für die Zweigniederlassung zutreffen. 2 Die Firma der Zweigniederlassung eines Unternehmens, dessen Sitz sich im Auslande befindet, muss überdies den Ort der Hauptniederlassung, den Ort der Zweigniederlassung und die ausdrückliche Bezeichnung als solche enthalten. |
| | (4) Durch die Landesregierungen kann bestimmt werden, dass benachbarte Orte oder Gemeinden als ein Ort oder als eine Gemeinde im Sinne dieser Vorschriften anzusehen sind. | (in Österreich wegen Nichtgebrauch aufgehoben) | | |

## Geographischer Geltungsbereich
Der Geltungsbereich des Grundsatzes der Firmenausschließlichkeit ist in Deutschland und Österreich auf dieselben Orte bzw. Gemeinden beschränkt, während der Schutz in Liechtenstein und der Schweiz das gesamte Land erfassen. In Deutschland und Österreich wird dabei auf den tatsächlichen Sitz des Unternehmens abgestellt und nicht auf die Eintragung im Handelsregister oder einen Gerichtssprengel.

## Wettbewerbsrecht
Der Schutz des Namens von Unternehmen durch den Grundsatz der Firmenausschließlichkeit besteht neben anderen gesetzlichen Regelungen, wie z. B. dem Gesetz gegen den unlauteren Wettbewerb (UWG), Persönlichkeitsrechten oder Markenrechten.
Ein Unternehmen, das im Handelsregister nicht eingetragen ist (z. B. ein ausländisches Unternehmen, welches in einem Unionsmitgliedstaat grenzüberschreitend tätig wird), erhält aus der Firmenausschließlichkeit keinen Namensschutz. Diesen Schutz kann das in das Handelsregister im Inland nicht eingetragenen Unternehmen gegen das im Inland eingetragene Unternehmen auch nicht aus der Pariser Verbandsübereinkunft zum Schutz des gewerblichen Eigentums erlangen.